# Kopalnia Węgla Kamiennego Julia

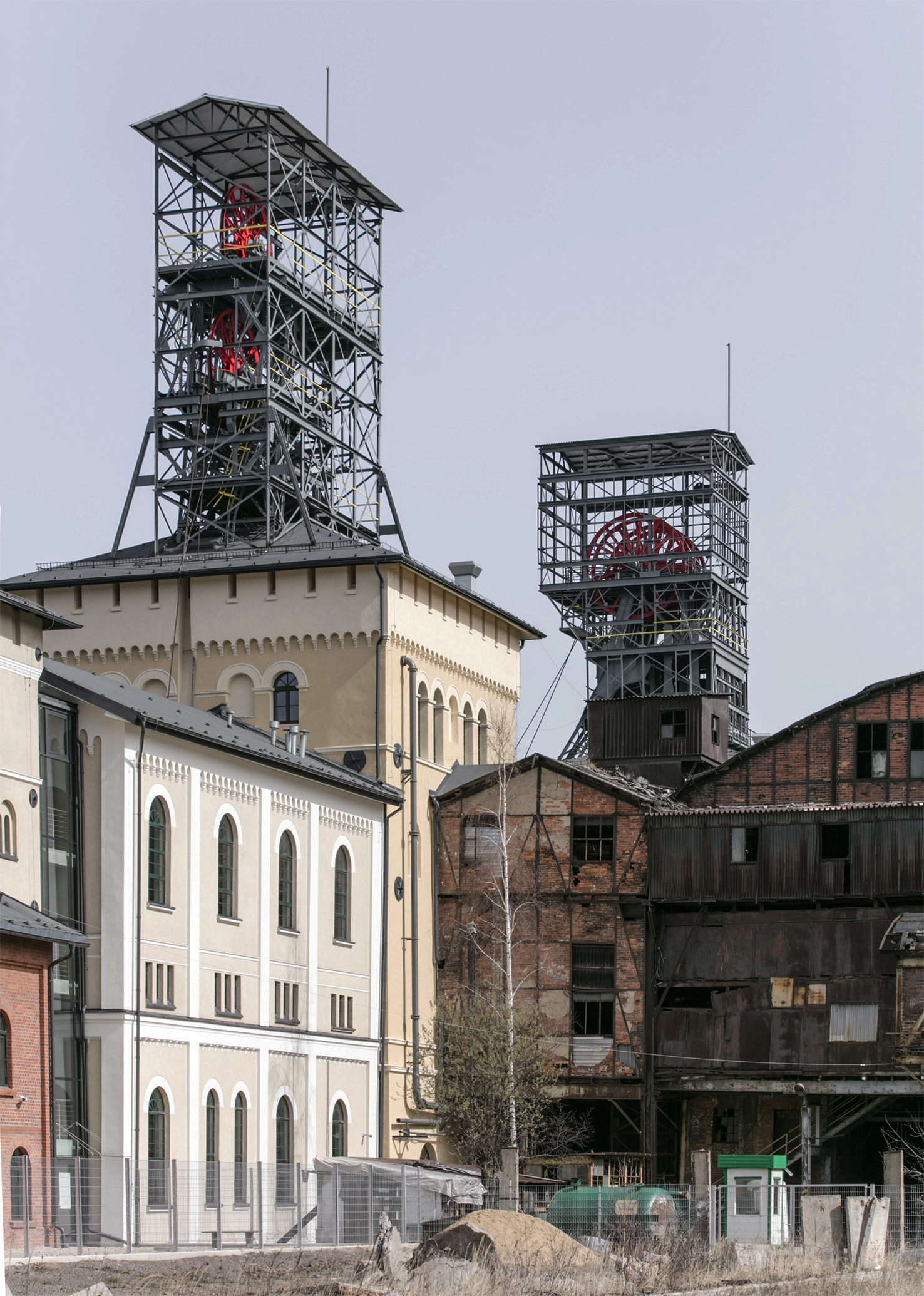
Schachtanlage Julia Schächte Sobótka (links) und Julia (rechts)

Das Steinkohlenbergwerk Julia (polnisch Kopalnia Węgla Kamiennego Julia) ist ein 1996 stillgelegtes Steinkohlenbergwerk in Weißstein (Biały Kamień (Wałbrzych)) einem Ortsteil von Wałbrzych, (dt.: Waldenburg), Polen. Heute ist es Kern des Museums für Industrie und Technik in Wałbrzych.

## Geschichte
Das Bergwerk, das von 1950 bis 1993 zu Ehren von Maurice Thorez, dem Führer der Kommunistischen Partei Frankreichs den Namen Thorez trug, ist im Laufe der Zeit aus der Fusion der unabhängigen Bergwerke Fuchs, David / Tytus, Segen Gottes / Chwalibóg und Caesar / Tereza entstanden.

### Consolidierte Fuchs
Wie Gerichtsakten belegen, existierten bereits seit 1561 im Bereich der Ortschaft Weißstein kleine Gruben, die oberflächennah Steinkohle abbauten. Weiterhin existiert aus dem Jahr 1577 ein Dokument Kaiser Rudolfs II., das den Steinkohlenbergbau in dieser Region bestätigt. Aufgrund des überarbeiteten Bergbaugesetzes für das Herzogtum Schlesien und das Land Glatz wurde am 23. Mai 1770 die Gewerkschaft Fuchs (Lage) mit 128 Kuxen gegründet. Sie umfasste anfangs 13 Betriebe und hatte eine Berechtsame von 20.574 m². In der Folgezeit kamen die Steinkohlenfelder „Maximilian“ (verliehen 1843), „Hochwald“ (1856) „Fuchsberg“ (1843), „Dorf“ (1856), „Friedrich Wilhelm“ (Stollenbergbau; verliehen 1800) hinzu. Weitere Feldesverleihungen waren „Goldene Sonne“ (1803), „Eduard“ (1828) „Neue Vorsicht“ (1860) und „Einigkeit“ (1860). Alle diese Felder befanden sich im Besitz der Gewerkschaft Fuchs.
Obwohl von den Flözen der Steinkohlen führenden Schichten zahlreiche unbauwürdig waren, ergab sich bis 1912 eine bauwürdige Kohlenmächtigkeit von 22,5 m.
In der ersten Hälfte des 19. Jahrhunderts erreichte auf der Anlage Hans-Heinrich (Lage) der Tagebau eine Tiefe von 44 Metern und befand sich damit auf demselben Niveau wie die Fuchsgrube. In der zweiten Jahrhunderthälfte erfolgte der Steinkohlenabbau auch in den Feldern „Anna“, „Frohe Ansicht“, „Emilie“, „Louise Charlotte“ und „Ottilie“. Bemerkenswert ist die Auffahrung eines Stollens zum Transport von Kohle und Bergen zwischen 1792 und 1794. Infolgedessen wurden 1807 52,4 % der Produktion auf dem Wasserweg zu Tage gefördert, 16,2 % mit einer Winde und 31,4 % über einen Schacht mit Pferdegöpel gehoben. Die Frischluftzufuhr erfolgte mit Hilfe von Wetteröfen, das Grubenwasser floss über Stollen ab.

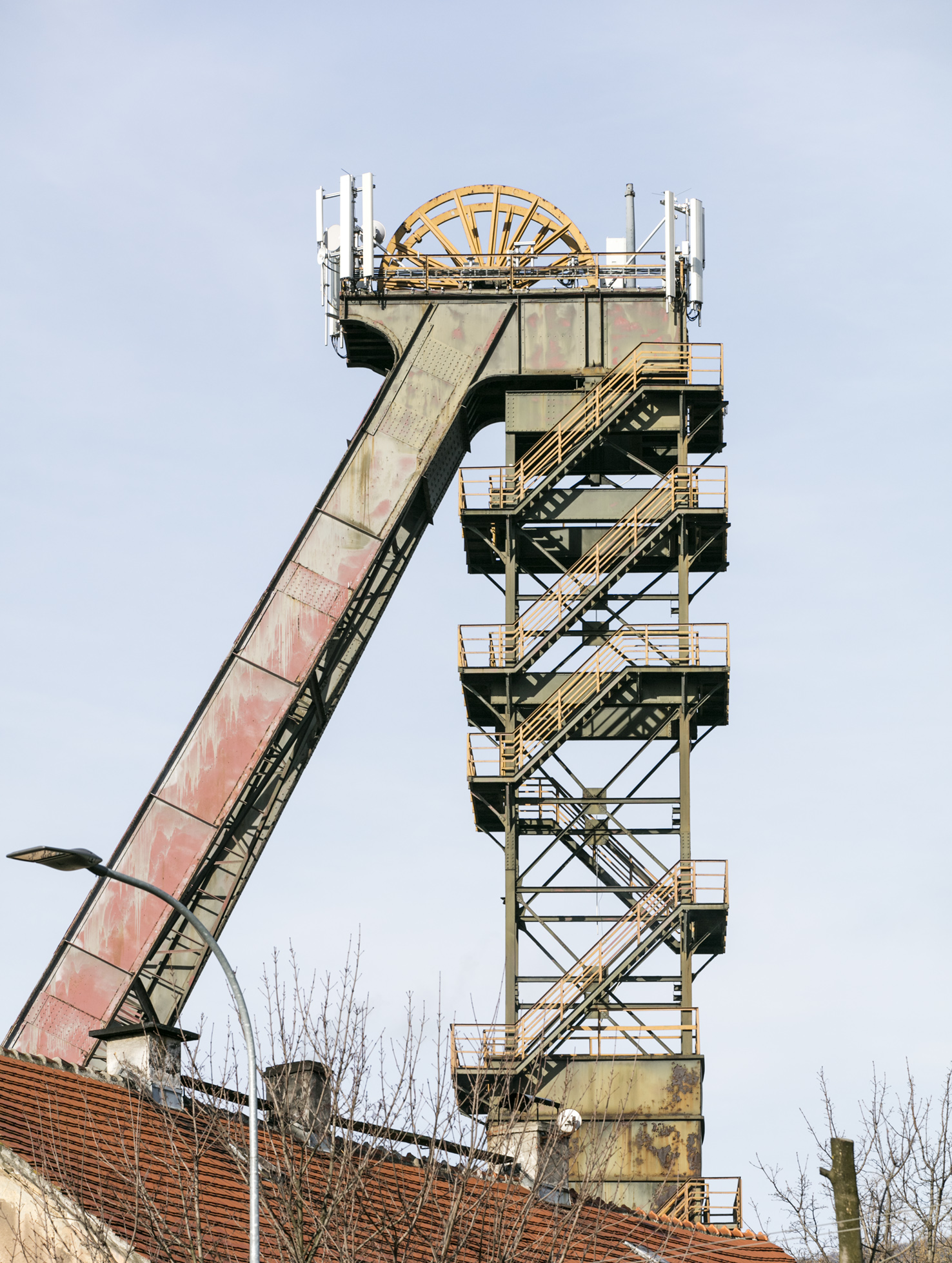
Schacht Hans Heinrich/Jan

#### Übergang zum Tiefbau
Der Übergang zum Tiefbau erfolgte 1865, als man Schacht „Julius“ abteufte und mit einem Malakowturm versah. „Julius“ war sowohl Förder- als auch Wasserhaltungsschacht. Schon vier Jahre später errichtete man 55 m weiter südwestlich Schacht „Ida“ (später „Sobótka“), 1887 kam als dritter Schacht „Dampf“ hinzu, der mittels Wärme die Wetter auszog. Auch diese Schächte verfügten über aus Ziegeln gemauerte Malakowtürme. Mit zunehmender Teufe wurden in diese für „Julia“ 1893 und für „Ida/Sobótka“ 1903 stählerne Fördergerüste eingezogen. Zur Hauptanlage gehörten auch der „Bohrschacht“ und der „Schacht am Fuchsberge“; sie dienten neben dem „Dampfschacht“ der Wetterführung.
Zwei weitere Schächte bildeten eine separate Außenanlage, „Hans-Heinrich“, der in den 60er Jahren abgeteuft worden war und eine Tiefe von 113 Metern erreichte, sowie „Bolko“.
Im Jahr 1912 verfügte das Bergwerk über vier Sohlen: I. Sohle 105 m Teufe, II. Sohle 155 m, III. Sohle 210 m und IV. Sohle 265 m.
Neben der Außenanlage Hans-Heinrich kam es ab 1896 zur Errichtung einer weiteren Schachtanlage, die über eine trockene Separierung und eine Kohlenwäsche verfügte. Neben dem Förder- und Seilfahrtschacht „Bismarck“ (210 m Teufe bis zur III. Sohle) gehörten zur Bismarck-Tiefbauanlage auch die Schächte „Gustav“ (129 m) und „Oswald“ (93 m) zur Bewetterung des Ostfeldes. Durch die Errichtung dieser modernen Tiefbauanlage konnte die Förderung auf Hans Heinrich eingestellt werden. „Hans Heinrich“ selbst diente zukünftig der Seilfahrt für das westliche Grubenfeld und „Bolko“ wurde zum ausziehenden Wetterschacht.
1907 wurde eine Kokerei mit 60 Koksöfen des Systems Koppers errichtet. Die Nebengewinnungsanlagen produzierten Rohbenzol, Teer und schwefelsaures Ammoniak.
Parallel dazu kam es zu mehreren Erweiterungen. 1890 erwarb die Gewerkschaft die Steinkohlenfelder „Morgenstern“ und „Abendstern“, 1907 die Grube David und 1922 erfolgte der Zusammenschluss mit Segen Gottes.
Mit diesen Vergrößerungen ging auch ein Besitzerwechsel im Jahr 1920 einher. Sowohl Fuchs als auch David wurden von der Firma Schering übernommen und in die Oberschlesischen Kokswerke und Chemischen Fabriken eingebracht. Die sich verschlechternde wirtschaftliche Lage führte zu weiteren Konzentrationen im Waldenburger Steinkohlenbergbau. So gründeten die „Kokswerke und Chemischen Fabriken“, die „Rütgerswerke A.G. Berlin“ und die Gewerkschaft Glückhilf-Friedenshoffnung 1928 die „Niederschlesische Bergbau AG Waldenburg (NIBAG)“, in der das Bergwerk bis zum Ende des Zweiten Weltkriegs verblieb. Weil die Besetzung von Wałbrzych bei Kriegsende durch sowjetische Truppen kampflos geschah, kam es zu keinen kriegsbedingten Zerstörungen und die Produktion konnte rasch fortgeführt werden. Am 11. Juli 1945 übernahmen polnische Behörden die Verwaltung aller Zechen im niederschlesischen Bergbaurevier. Die Fuchsgrube erhielt vom Juli 1945 bis zum Januar 1946 den Namen Julia, danach bis 1950 Biały Kamień und von 1950 bis 1993 Thorez.
Kurz nach dem Krieg baute man die Kohle noch weitgehend aus sehr niedrigen Flözen (80 % der Förderung), bevor man sich im Rahmen von Rationalisierungsmaßnahmen entschloss, diesen auf 30 % zu reduzieren. Probleme ergaben sich nicht nur durch die geringe Mächtigkeit der Flöze, sondern auch dadurch, dass man zum Schutz der Schachtsäulen und der kommunalen Gebäude über Tage 46 % (Wert für 1975) des Kohlenvorkommens als Sicherheitsstandpfeiler stehenlassen musste. Nachdem Anfang der 70er Jahre die Vorräte auf der Sohle von −150 Metern weitgehend erschöpft waren, wurde keine neue Sohle mehr aufgefahren. Dadurch verschlechterte sich nicht nur das Förderergebnis, sondern es kam auch zu erheblichen Problemen bei der Bewetterung. Dieses konnten jedoch gelöst werden, indem die ausziehenden Wetterschächte „Wieslaw“, „Wanda“ und „Ewa“ leistungsfähige Lüfter erhielten und „Jan“ (früher „Hans Heinrich“) zum einziehenden Wetterschacht wurde.
Nach der Einführung der freien Marktwirtschaft in Polen 1990 erwiesen sich die niederschlesischen Bergwerke nur noch sehr bedingt als konkurrenzfähig. Zwar schloss man alle Bergwerke in Wałbrzych in der „Wałbrzyskie Kopalnie Węgla Kamiennego“ (WKWK) zur Effektivitätssteigerung zusammen, konnte die Schließung aber nur hinauszögern. So beendete Fuchs/Thorez/Julia im September 1996 seine Förderung. Alle Schächte wurden durch Sprengung zerstört. Nach umfangreichen und teilweise sehr aufwändigen Restaurierungen kann das Bergwerk mit seinen Tagesanlagen als Museum für Industrie und Technik heute besichtigt werden.

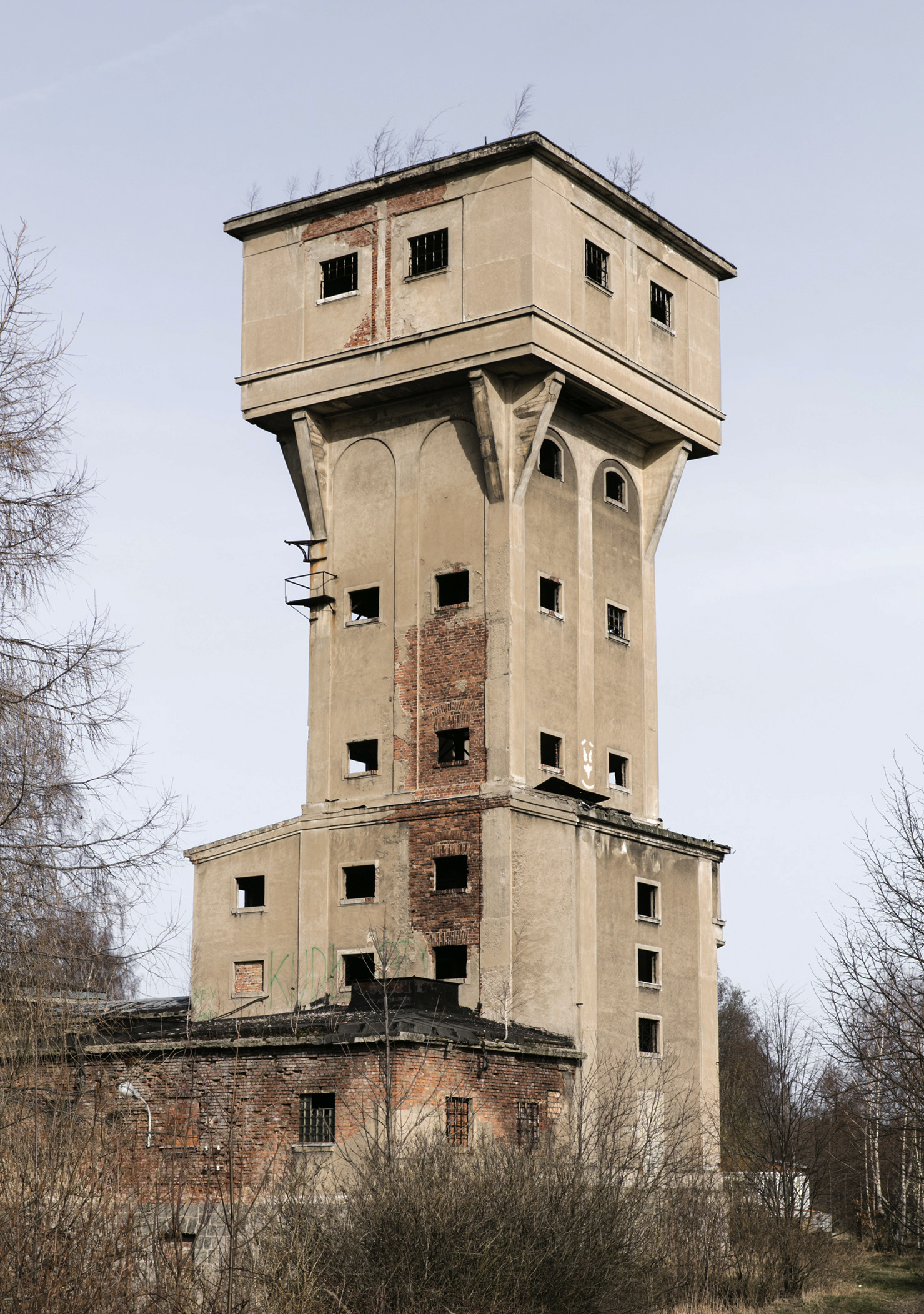
Schachtanlage David Schacht Titus

### David/Tytus
Die Verleihung von Steinkohlenfeldern im Konradsthal/Konradów bei Bad Salzbrunn (Szczawno-Zdrój) an einen Müller namens Demuth fand am 9. Dezember 1789 statt. Die Grube erhielt den Namen David (Lage). 1840 wird Stadtrat Treutler als Besitzer genannt, später die „Gewerkschaft David“.
Die Zeche wurde am Ende des neunzehnten Jahrhunderts um die Grubenfelder „Emilie Anna“, „Davids Zubehör“, „Erwünschte Zukunft“ und „Reinhold“ erweitert.
Bis zum Jahr 1894 konnte die Kohle über Stollen gelöst werden, von denen der Davidstollen der tiefste war. Durch das Abteufen des Titusschachtes konnte man auch solche Flöze abbauen, die zuvor unter der Sohle des Davidstollens gelegen hatten. Auch erfolgte die Wasserhaltung ab 1894 über den Titusschacht. Zu ihm wurde die weiterhin aus dem Davidstollen gewonnene Kohle durch eine Seilbahn befördert.
1907 wurden 119 der 122 Kuxe der „Gewerkschaft David“ von der der Fuchsgrube aufgekauft und es erfolgte der Zusammenschluss mit diesem Nachbarbergwerk; die Grube behielt aber seinen Namen David bei. Ihn änderte man erst 1950 von David zu Tytus. Erhalten geblieben sind ein hammerkopfähnlicher Betonturm über Schacht „Tytus“ sowie einzelne Gebäude der Tagesanlage.

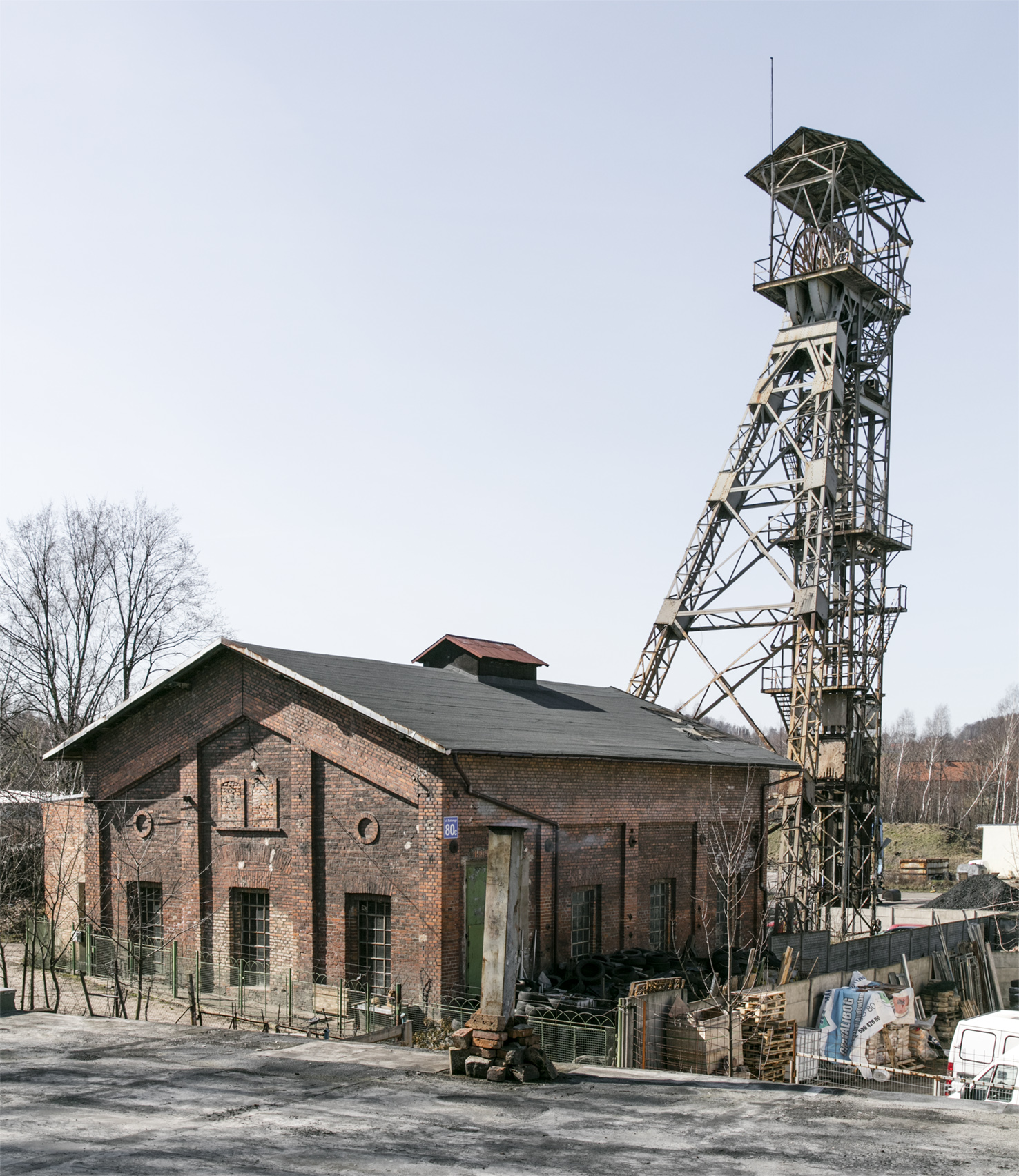
Chwalibóg Schacht I

### Segen Gottes/Chwalibóg
Das Steinkohlenbergwerk Segen Gottes (Lage) im Stadtteil Altwasser von  Wałbrzych existiert schon seit 1594. Im achtzehnten Jahrhundert gehörte es dem Grafen von Chamaré, bevor es 1751 die Stadträtin von Mutius kaufte. 1770 erhielt es den Namen Segen Gottes und wurde sechs Jahre später mit dem Bergwerk Tempel vereinigt. Später kamen die Steinkohlenfelder „Caspar“ (1773), „Joseph“ (1798), „Theresia“ (1787), „Weißig“ (1776), „Franz Joseph“ (1821) und „Daniel“ (1853) hinzu. Die Konsolidierung dieser Anlagen zu „Consolidierte Segen Gottes Grube“ erfolgte 1837; seine Berechtsame betrug 6,08 km².
1896 erwarben die  von Kulmizsche Steinkohlenbergwerke das Bergwerk wie auch die Nachbarbergwerke Caesargrube und das Steinkohlenbergwerk von Kulmiz. 1922 ging Segen Gottes in den Besitz der Firma Schering über und wurde 1928 Teil der Niederschlesischen Bergbau AG Waldenburg (NIBAG) wurde. Kurze Zeit später (1929) erfolgte auch die Fusion mit Fuchs.
1912 verfügte das Bergwerk an seiner Grenze zur Fuchsgrube über eine Schachtanlage mit den Schächten I (312 m tief) und II (380 m tief). Schacht I diente der Seilfahrt und der Förderung von der IV. Sohle (312 m Teufe), II der Förderung von der III. (170 m), V. (351 m) und VI. Sohle (422 m). Schacht II diente auch als ausziehender Wetterschacht. Im östlichen Feldesteil wurde der „Schuckmannschacht“ (244 m) für die Seilfahrt und die Bewetterung benutzt.
Nach dem Zweiten Weltkrieg erhielt die Zeche den Namen Chwalibóg. Die meisten Gebäude wurden in den 90er Jahren des letzten Jahrhunderts abgerissen. Nur ein Strebengerüst über Schacht 1 und einzelne kleinere Gebäude blieben erhalten.

### Caesargrube/Tereza
1833 wurden die teilweise schon lange Zeit zuvor verliehenen Steinkohlenfelder „Alte Gnade Gottes“ (verliehen 1771), „Bergrecht“ (1772), „Glückauf“ (1773), „Neue Gnade Gottes“ (1776) und „Caesar“ (1797) zum Bergwerk Neue consolidierte Caesargrube im Ortsteil Reussendorf/Rusinowa von Waldenburg/Wałbrzych vereinigt (Lage). Die Berechtsame betrug 4,1 km².
1912 wurden die Steinkohlenflöze durch den „Theresienschacht“ (312 m Teufe) aufgeschlossen. Er diente als Förder-, Seilfahrt- und Wasserhaltungsschacht. Wetterschacht war „Jakob“.
Später gehörte die Grube wie auch die mit ihr markscheidende Grube Segen Gottes zu den von Kulmizschen  Steinkohlenbergwerken, wurde aber nicht wie diese der Fuchsgrube zugeschlagen, sondern 1921 von der Familie Hochberg erworben.
Am 10. März 1925 wurde das Bergwerk vorläufig stillgelegt und die Anlage soff ab.

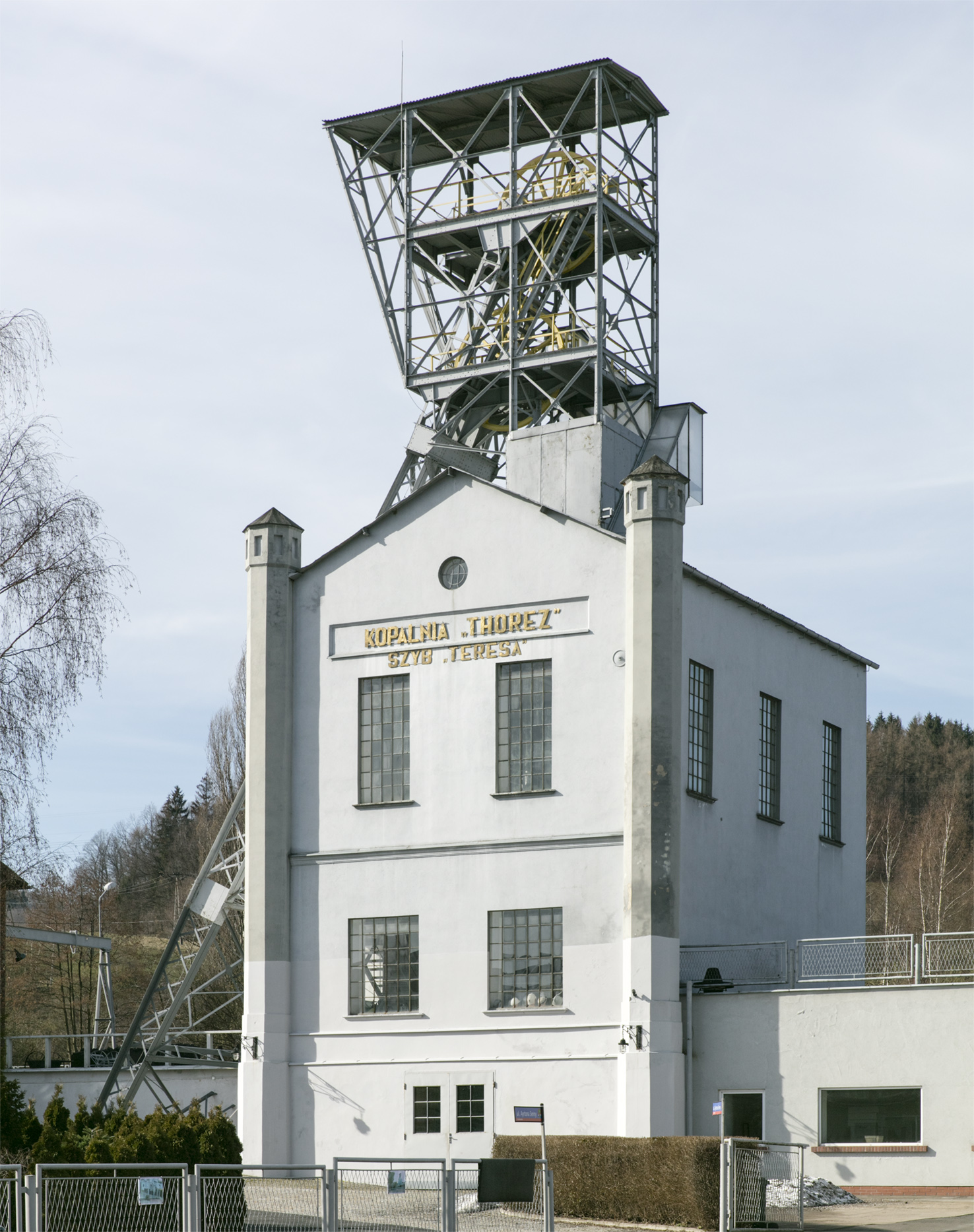
Schacht Tereza

1945 machte man sich an die Wiederinbetriebnahme und schlug die Anlage dem Bergwerk Fuchs/Julia/Thorez zu. Zu diesem Zeitpunkt erfolgte auch der Namenswechsel von Caesar zu Tereza. Heute existiert nur noch ein in einen Malakowturm eingezogenes stählernes Fördergerüst.

## Förderzahlen
- Fuchsgrube / Thorez 1806: 16.100 t;1840: 40.900 t; 1858: 205.000 t; 1875: 506.172 t; 1912: 796.793 t; 1923: 675.000 t; 1937: 1,46 Mio. t; 1970: 653.229 t; 1979: 667.645 t; 1985: 490.461 t; 1990: 315.205 t
- David / Tytus 1840: 16.000 t; 1858: 3.000 t; 1912: 165.293 t
- Segen Gottes / Chwalibóg 1859: 49.400 t; 1912: 150.695 t
- Caesargrube / Tereza 1860: 1.900 t; 1912: 90.332 t